# Stankowo (gromada)
Stankowo – dawna gromada, czyli najmniejsza jednostka podziału terytorialnego Polskiej Rzeczypospolitej Ludowej w latach 1954–1972.
Gromady, z gromadzkimi radami narodowymi (GRN) jako organami władzy najniższego stopnia na wsi, funkcjonowały od reformy reorganizującej administrację wiejską przeprowadzonej jesienią 1954 do momentu ich zniesienia z dniem 1 stycznia 1973, tym samym wypierając organizację gminną w latach 1954–1972.
Gromadę Stankowo z siedzibą GRN w Stankowie utworzono – jako jedną z 8759 gromad na obszarze Polski – w powiecie pasłęckim w woj. olsztyńskim na mocy uchwały nr 23 WRN w Olsztynie z dnia 4 października 1954. W skład jednostki weszły obszary dotychczasowych gromad Nowe Dolno, Stare Dolna i Wysoka, ponadto miejscowości Topolno Małe i Nowe Kępniewo z dotychczasowej gromady Topolno Małe oraz miejscowości Groszki i Kępy z dotychczasowej gromady Dłużyna, ze zniesionej gminy Jelonki w tymże powiecie. Dla gromady ustalono 11 członków gromadzkiej rady narodowej.
31 grudnia 1960 z gromady Stankowo wyłączono: a) wsie Groszki, Kępy, Nowe Dolno, Nowe Kępniewo, Stankowo, Stawki, Studzianki, Topolno Małe i Zagrodzie, włączając je do gromady Markusy; oraz b) wieś Stare Dolno,  włączając ją do gromady Zwierzno – obie w powiecie elbląskim w woj. gdańskim, po czym gromadę Stankowo zniesiono, włączając jej (pozostały) obszar do gromad Rychliki (wsie Grądowy Młyn, Wysoka, Powodowo i Nowe Powodowo) i Kwietniewo (wieś Wysoki Bór) w powiecie pasłęckim w woj. olsztyńskim.